# Johnson Controls
A Johnson Controls é uma empresa americana com sede em Milwaukee que oferece produtos e serviços para otimizar a energia e a eficiência operacional de edifícios, baterias para automóveis, produtos eletrônicos e sistemas para automóveis.
A companhia é um conglomerado multi-industrial com mais de 170 mil funcionários distribuídos em 1.300 localidades, em seis continentes e listada na posição 67 da Fortune 500 e na posição 251 da Global 500.

## Unidades de Negócio
Atualmente a empresa possui três ramos de negócio:
- Eficiencia Predial (Building Efficiency)
- Experiencia Automotiva (Automotive Experience)